# 25108 Bostrom
Bostrom (asteroide 25108) é um asteroide da cintura principal. Possui uma excentricidade de 0.16510940 e uma inclinação de 7.34150º.
Este asteroide foi descoberto no dia 14 de setembro de 1998 por LINEAR em Socorro.